# Джаннелли, Пьетро
Пьетро Джаннелли (итал. Pietro Giannelli; 11 августа 1807, Терни, Папская область — 5 ноября 1881, Рим, королевство Италия) — итальянский куриальный кардинал, папский дипломат и доктор обоих прав. Апостольский нунций в королевстве Обеих Сицилий с 18 март 1858 по 30 сентября 1861. Титулярный архиепископ Сарди с 5 апреля 1858 по 15 марта 1875. Про-секретарь Священной Конгрегации Собора с 30 сентября 1861 по 14 марта 1868. Секретарь Священной Конгрегации Собора с 14 марта 1868 по 15 марта 1875. Председатель Верховного Совета общественных дел (лат. Consilium supremum publicae rei moderandae) со 2 июня 1877 по 5 ноября 1881. Секретарь меморандумов с 29 июня 1879 по 5 ноября 1881. Кардинал-священник с 12 марта 1877, с титулом церкви Сант-Аньезе-фуори-ле-Мура с 20 марта 1877.